# إد سكوت
إد سكوت (بالإنجليزية: Ed Scott)‏ هو لاعب كرة قاعدة أمريكي، ولد في 12 أغسطس 1870 في والبريدج في الولايات المتحدة، وتوفي في 1 نوفمبر 1933 في توليدو في الولايات المتحدة.

## وصلات خارجية
- إد سكوت على موقعبيزبول رفرنس.كوم (الدوري الرئيسي) (الإنجليزية)
- إد سكوت على موقعبيزبول رفرنس.كوم (الدوري الثانوي) (الإنجليزية)